# Club Ciclista Villavés
El Club Ciclista Villavés es una agrupación deportiva dedicada al ciclismo de carretera creada en 1975. Sus objetivos son "formar niños y jóvenes en los valores y habilidades propios del deporte cuidando tanto su desarrollo físico, como personal, en un entorno deportivo. Promovemos eventos ciclistas en los que participan desde niños de 6 años, hasta jóvenes de 18".
El Club Ciclista Villavés es conocido por ser el primer equipo de Miguel Induráin, pentacampeón del Tour de Francia; así como otros ciclistas profesionales navarros. Miguel Induráin se caracterizó durante toda su carrera por su lealtad a las estructuras a las que perteneció; durante su etapa formativa, al Club Cliclista Villavés; y durante la profesional, a Abarca Sports, sociedad deportiva que ha competido sucesivamente bajo los patrocinios comerciales de Reynolds, Banesto, Illes Balears, Caisse d'Epargne y Movistar.
El Club fue creado en 1975 por Pepe Barruso, su actual presidente, en Villava (Navarra) (5). Tiene su sede desde los primeros años en los bajos del Frontón Municipal de Villava. Para la temporada 2018, cuenta con 69 ciclistas en sus filas, desde la categoría Escuelas hasta Juniors.
Ciclistas históricos
Algunos ciclistas profesionales dieron sus primeras pedaladas en el Club Ciclista Villavés.
- Miguel Induráin
- Prudencio Induráin
- Javier Luquin
- Xabier Zandio
- Koldo Gil
- Óscar Rodríguez

Equipación
Los colores tradicionales del CC Villavés son el verde y el blanco.